# Andrena dolharubang
Andrena dolharubang är en biart som beskrevs av Osamu Tadauchi och Xu 1997. Andrena dolharubang ingår i släktet sandbin, och familjen grävbin. Inga underarter finns listade i Catalogue of Life.